# 多峇巨災理論

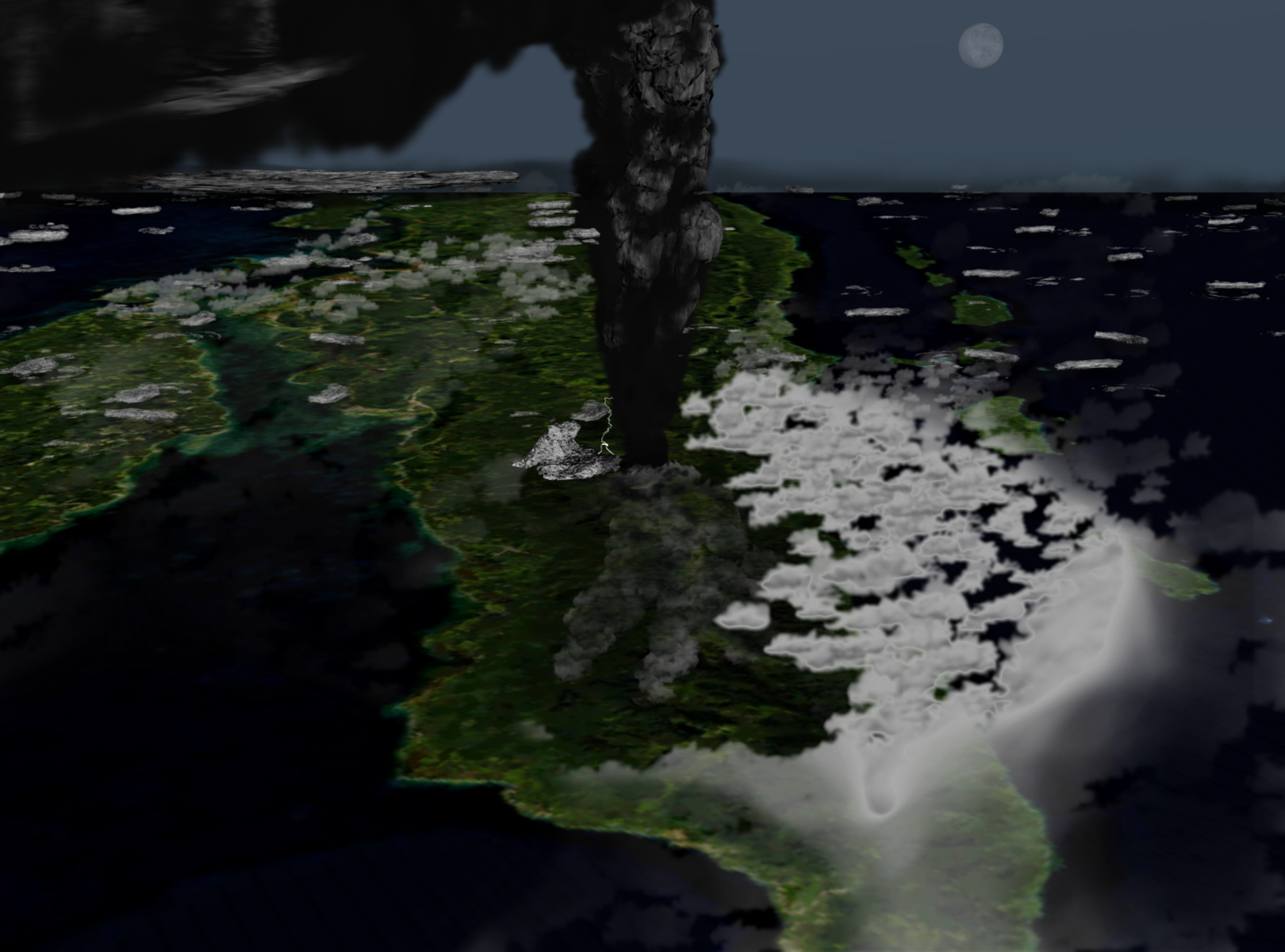
从外太空俯视的多峇火山爆发想像图

根據多峇巨災理論，史前人類受到近期一次在印尼苏门达腊岛北部的多峇湖（2°37′N 98°49′E / 2.617°N 98.817°E）大型火山爆發造成的巨災所影響。這個理論由美國伊利诺伊大学厄巴纳-香槟分校的史坦尼·安布魯士（Stanley H. Ambrose）最先提出。

## 理論
人類在最近三百至七百萬年的世界上生活發展，这期间人口一直缓慢且持续增长。
然而，根據這一理論，一次大規模火山爆發使當時世界人口大為減少。此次火山爆發可能在七至七萬五千年发生于印尼多峇湖，強度為火山爆發指數的8級，即超大規模（mega-colossal）級數。喷出了2400立方公里的火山物质，釋放能量達到十億噸烈性炸藥量，或為1980年聖海倫火山爆發的三千倍。大量火山灰令全球溫度在之後數年間下降了3-3.5℃，在地球北部甚至下降了10-15℃，引起一次冰河時期。
巨災之後一段時間，氣候及環境好轉，劫難後的倖存者們，在各自的不同地域發展繁衍，最後人類再次遍佈整個地球。

## 地理證據
破火山口长100公里、宽60公里、面积1,130平方公里，是世界上最大的火山湖，印度尼西亚最大的内湖——多峇湖。最深处505米，海拔905米。 多峇火山似乎已在这次大爆发中耗尽了动力，此后不仅没有再次喷发，而且火山周围地质状况也稳定异常。
一些地理證據及電腦模擬支持多峇巨災的可能性。基因遺傳證明現在的人類雖然表面看來分別頗大，但根據遺傳基因突變的平均速率推算，現代人全都是源自一個在多峇巨災發生的年代只有一千至一萬人的群體。

## 起源說
如果按這理論，全世界只有非洲一地的史前人類倖存了下來，巨災之後一段時間，氣候及環境好轉他們再從非洲出發，先到達印支半島及澳洲，然後再往中東雙子河流域，及亞洲其他各地。
突然的巨大環境改變可能令當時各種物種進入種群瓶頸，導致分散的人類群體加速異化，最終使現代人的先祖以外的人類絕種。

## 另見
- 災害
- 種群瓶頸

## 外部連結
- Population Bottlenecks and Volcanic Winter（页面存档备份，存于）
- 1998 article based on news release regarding Ambrose's paper（页面存档备份，存于）
- Homepage of Professor Stanley H. Ambrose
- Toba Volcano（页面存档备份，存于）
- Article in The Economist（页面存档备份，存于）
- https://web.archive.org/web/20060220080954/http://www.andaman.org/book/app-r/ch5_bottleneck/textr5.htm Chapter 5, Toba Volcano, by George Weber